# Árni Helgason
Árni Helgason (* 1260; † 21. Januar 1320) war ein isländischer römisch-katholischer Geistlicher, welcher im Jahr 1304 elfter Bischof der isländischen Diözese Skálholt wurde. Dieses Amt übte er aus bis zu seinem Tod am 21. Januar 1320.